# Betty Boop and Grampy
Betty Boop and Grampy es un corto de animación estadounidense de 1935, de la serie de Betty Boop. Fue producido por los estudios Fleischer y distribuido por Paramount Pictures. En él aparecen Betty Boop y Grampy, siendo el primer corto de la serie en que actúa este personaje.

## Argumento
Betty Boop recibe una carta de Grampy invitándole a una fiesta que va a celebrar en su casa y le pide que traiga gente.

## Producción
Betty Boop and Grampy es la cuadragésima tercera entrega de la serie de Betty Boop y fue estrenada el 16 de agosto de 1935.